# جورج أ. غاريك
جورج أ. غاريك (بالإنجليزية: George A. Garrick) هو منافس ألعاب قوى نيجيري، ولد في 8 أبريل 1917، وتوفي في 12 يوليو 1988.